# Rdumijiet ta´ Malta: Ras il-Pellegrin sax-Xaqqa
Rdumijiet ta´ Malta: Ras il-Pellegrin sax-Xaqqa este o arie protejată (arie de protecție specială avifaunistică — SPA) din Malta întinsă pe o suprafață de 377,21 ha, integral pe uscat.

## Localizare
Centrul sitului Rdumijiet ta´ Malta: Ras il-Pellegrin sax-Xaqqa este situat la coordonatele 35°52′33″N 14°21′35″E / 35.8757°N 14.3596°E.

## Înființare
Situl Rdumijiet ta´ Malta: Ras il-Pellegrin sax-Xaqqa a fost declarat arie de protecție specială avifaunistică în august 2006 pentru a proteja 2 specii de animale.

## Biodiversitate
Situată în ecoregiunea mediteraneană, aria protejată nu include niciun habitat protejat.
La baza desemnării sitului se află mai multe specii protejate de  păsări (2): Calonectris diomedea, Puffinus yelkouan.